# Represa de Salto Osório
La Represa Salto Osório, está ubicada sobre el río Iguazú, en el municipio de Quedas do Iguaçu, estado de Paraná, Brasil.
La central posee una potencia total instalada de 1.078 MW, distribuida entre 6 turbinas tipo Francis, que entraron en operación paulatinamente entre 1975 y 1981. La presa tiene una longitud de 750 metros y 56 metros de altura, el embalse posee una superficie de 51 km².
Construida y operada por la empresa estatal Eletrosul hasta 1997, actualmente está concesionada a la empresa Tractebel Energia SA.